# Gary Albertyn
Gary S. Albertyn, né en 1969, est un nageur sud-africain.

## Carrière
Gary Albertyn est médaillé d'or du 200 mètres dos, du 200 mètres quatre nages et des relais 4 x 100 mètres nage libre et 4 x 200 mètres nage libre, ainsi que médaillé d'argent du 200 mètres nage libre et du 100 mètres dos aux Jeux africains de 1995 à Harare,.
Il termine troisième du 200 mètres dos aux sélections olympiques d'Afrique du Sud à Durban en mars 1996.
Il a étudié à l'université du Nebraska de 1991 à 1993.